# Onosma halophilum
Onosma halophilum är en strävbladig växtart som beskrevs av Pierre Edmond Boissier och Heldr. Onosma halophilum ingår i släktet Onosma och familjen strävbladiga växter. Inga underarter finns listade i Catalogue of Life.